# Поділ (Миргородський район)
Поді́л (у XIX ст. ще звалось Марченкова балка) — село Миргородського району Полтавської області. Населення станом на 2001 рік становило 665 осіб. Входить до Білоцерківської сільської об'єднаної територіальної громади з адміністративним центром у с. Білоцерківка.

## Географія
Село Поділ знаходиться на автомобільній дорозі М03, за 1,5 км від села Коноплянка. Селом протікає пересихаючий струмок з загатою. На південь від села бере початок річка Саврай. Поруч проходить автомобільна дорога Т 1720.
Розташоване на віддалі 19 км від селища Велика Багачка. Найближча залізнична станція Сагайдак — за 13 км.

## Історія
Село виникло як поселення козацьких хуторів, імовірно, у кінці XVIII ст.
За ревізією 1859 року на козацьких Подільських хуторах Хорольського повіту було 215 дворів, 1558 жителів.
У 1869 році село існувало під назвою Подоляни.
За переписом 1900 року на хуторі Поділ було 32 двори, 203 жителя; всього по сільській козацькій громаді було 299 дворів, 1824 жителі.
На початку XX ст. у Подолі Білоцерківської волості існувала школа грамоти.
У 1912 році на хуторі було 1444 жителі, діяли земська та церковнопарафіяльна школи.
У січні 1918 року в Подолі розпочалась радянська окупацію.
У 1923 році Поділ як центр сільради увійшов до складу Білоцерківського району Полтавської округи.
У 1923-1925 роках в селі діяла промартіль "Червона хвиля".
За переписом 1926 року у Подільській сільраді Білоцерківського району Полтавської округи було 16 хуторів, 477 дворів, 2507 жителів.
У 1928 році в селі було створене ТСОЗ, у 1929 році — сільськогосподарська артіль "Певний шлях".
У 1930 році Поділ був віднесений до новоутвореного Великобагачанського району.
У 1932–1933 роках внаслідок Голодомору, проведеного радянським урядом, у селі загинуло 169 мешканців (встановлено загиблих), у тому числі встановлено імена 76 загиблих. Збереглися свідчення про Голодомор місцевих жителів, серед яких Бондар М. М. (1920 р. н.).
Напередодні 1941 року у селі працювали електростанція, механічний млин.
У роки німецько-фашистської окупації (23 вересня 1941 — 24 вересня 1943) гітлерівці вивезли на примусові роботи до Німеччини 150 чол., організували в селі концтабір для радянських військовополонених, де одночасно перебувало близько 600 чол.
У 1957 році в селі було встановлено пам'ятник воїнам-односельцям, що загинули (100 чол.) під час Німецько-радянської війни.
У 1966 році в селі діяв колгосп ім. Ілліча. Артіль мала 3947 га земельних угідь. Провідним напрямом господарства було рільництво. Розвинуте було і тваринництво.
У 1966 році в Подолі була восьмирічна школа, 3 бібліотеки, клуб на 350 місць. Населення становило 640 чол. Село було центром Подільської сільської ради, якій були підпорядковані населені пункти Байрак, Гаврилівка (нині не існує), Гнідаші (нині не існує), Деркачі (нині не існує), Залужок (нині не існує), Затон, Кравецьке (нині не існує), Краснюки (нині не існує), Лешківка (нині не існує), Лозовате (нині не існує), Огирівка, Трудове (нині не існує), Чугуї (нині не існує).
У 1979 році в селі було встановлено пам'ятник В. І. Леніну.
У 1990 році населення села становило 737 осіб.
У 1991 році в селі були колгосп ім. Ілліча (зерново-буряківничого напряму, тваринництво), відділення зв'язку, АТС, неповна середня школа, фельдшерсько-акушерський пункт, дитсадок, Будинок культури на 350 місць, бібліотека (10,3 тис. одиниць літератури).
13 серпня 2015 року шляхом об'єднання Балакліївської, Білоцерківської, Бірківської та Подільської сільських рад Великобагачанського району була утворена Білоцерківська сільська об'єднана територіальна громада з адміністративним центром у с. Білоцерківка.

## Економіка
- ПП «Батьківщина»

## Політика

### Парламентські вибори, 2019
На позачергових парламентських виборах 2019 року у селі функціонувала окрема виборча дільниця № 530024, розташована у приміщенні школи.
Результати
- зареєстрований 421 виборець, явка 61,76%, найбільше голосів віддано за «Слугу народу» — 54,83%, за Всеукраїнське об'єднання «Батьківщина» — 14,67%, за Опозиційну платформу — За життя — 8,88%.[2] В одномандатному окрузі найбільше голосів отримала Анастасія Ляшенко (Слуга народу) — 33,98%, за Олексія Баганця (Всеукраїнське об'єднання «Батьківщина») — 17,58%, за Дарину Гермаш (самовисування) — 10,16%[3].

## Населення

### Мова
Розподіл населення за рідною мовою за даними перепису 2001 року:
| Мова       | Кількість | Відсоток |
| ---------- | --------- | -------- |
| українська | 636       | 95.64%   |
| російська  | 16        | 2.41%    |
| румунська  | 6         | 0.90%    |
| угорська   | 5         | 0.75%    |
| білоруська | 1         | 0.15%    |
| вірменська | 1         | 0.15%    |
| Усього     | 665       | 100%     |

## Об'єкти соціальної сфери
- Подільська загальноосвітня школа І-ІІ ступенів
- Будинок культури на 350 місць
- Бібліотека

## Пам'ятки історії
- Меморіальний комплекс[d]:

- Пам'ятник воїнам-односельцям, що загинули під час Німецько-радянської війни
- Братська могила партизанів, що полягли 1943 року

- Могила партизанки-розвідниці Марії Маленко[d]
- Пам'ятник Леніну (Поділ)[d]

## Відомі люди
- Чугуй Олексій Прокопович (1935 р. н.) — український драматург, вчений-літературознавець
- Глушич Андрій Олексійович (1927—?) — Герой Соціалістичної Праці